# پاتریس اسنو
پاتریس اسنو (فرانسوی: Patrice Esnault‎؛ زادهٔ ۱۲ ژوئن ۱۹۶۱) دوچرخه‌سوار اهل فرانسه است.